# يونيس أندرسون
يونيس أندرسون (بالإنجليزية: Eunice Anderson)‏ هي ممثلة أمريكية، ولدت في 1922.

## وصلات خارجية
- يونيس أندرسون على موقع IMDb (الإنجليزية)
- يونيس أندرسون على موقع قاعدة بيانات الفيلم (الإنجليزية)